# Buthus hassanini
Espèce
Buthus hassanini est une espèce de scorpions de la famille des Buthidae.

## Distribution
Cette espèce est endémique du Tchad. Elle se rencontre dans les monts Ennedi.

## Description
La femelle holotype mesure 45,2 mm, 40,5 mm sans le telson.

## Étymologie
Cette espèce est nommée en l'honneur d'Alexandre Hassanin.

## Publication originale
- Lourenço, Duhem & Cloudsley-Thompson, 2012 : « Scorpions from Ennedi, Kapka and Tibesti, the mountains of Chad, with descriptions of nine new species (Scorpiones: Buthidae, Scorpionidae). » Arthropoda Selecta, vol. 21, no 4, p. 307-338 (texte intégral).